# Закон критичних величин фактора
Зако́н крити́чних величи́н фа́ктора — це закон, згідно з яким якщо хоча б один з екологічних чинників наближається або виходить за межі критичних (граничних або екстремальних) величин, то, незважаючи на оптимальне поєднання решти величин, особинам загрожує смерть. Такі сильно ухиляються від оптимуму фактори набувають першорядного значення в житті виду або його популяцій у кожен конкретний відрізок часу.